# 21010 Kishon
21010 Kishon è un asteroide della fascia principale. Scoperto nel 1988, presenta un'orbita caratterizzata da un semiasse maggiore pari a 2,2467267 UA e da un'eccentricità di 0,2216884, inclinata di 7,23767° rispetto all'eclittica.